# Sono nata il ventitré
Sono nata il ventitré è uno spettacolo teatrale che vede come protagonista Teresa Mannino. È stato inscenato nel 2015 ed ha una durata di un'ora e trentatré minuti.
Nel 2015 lo spettacolo è risultato essere il terzo per numero di presenze secondo i dati della Società Italiana degli Autori ed Editori.

## Trama
In questo spettacolo la Mannino vuole raccontare al pubblico la sua vita, com'era, com'è cresciuta e come è cambiato il mondo intorno a lei. Un viaggio nella sua infanzia, trascorsa nell'ambiente protettivo ma anche adulto e forte della sua Sicilia, dei rapporti genitori e figli, o quello dei mitici anni '70. Tra i piccoli e grandi traumi di allora che magari poi si sono rivelati formativi.

## Rappresentazione televisiva
Lo show è stato trasmesso per la prima volta in televisione il 12 marzo 2016, in prima serata, su Rai 5 e successivamente, dal dicembre 2022 sul canale Nove.
| Data          | Telespettatori | Share |
| ------------- | -------------- | ----- |
| 12 marzo 2016 | 377.000        | 1,49% |